# Hilda Gadea Acosta
Hilda Gadea Acosta (castellà: Hilda Gadea)  (Lima, 21 de març de 1925 - l'Havana, 11 de febrer de 1974) va ser una economista peruana, dirigent de l'Aliança Popular Revolucionària Americana (APRA). Va ser la primera esposa del Che Guevara, essent qui va introduir-lo en els cercles polítics progressistes quan es trobava a Guatemala el 1954.

## Biografia
Hilda Gadea va estudiar d'Economia a la Universitat Nacional Major de San Marcos, a Lima, on va ser dirigent estudiantil adherida als principis de la Reforma Universitària i representant del consell d'estudiants durant el rectorat de Luis Alberto Sánchez. Es va graduar com a economista el 1948 i poc després va ser la primera dona en el Comitè Executiu Nacional de l'APRA com a secretària d'economia.
L'any 1948, a causa del cop d'estat que va imposar la dictadura de Manuel Odría, Gadea va haver d'exiliar-se. El 1954 es trobava treballant per al govern progressista de Jacobo Árbenz Guzmán a Guatemala quan va conèixer l'argentí Ernesto Che Guevara, llavors un jove aventurer que es trobava recorrent amb motocicleta l'Amèrica Llatina. Van fer amistat i Gadea va introduir-lo en els cercles polítics progressistes i esquerrans. En una d'aquestes reunions Guevara coneixeria a alguns exiliats cubans del Moviment 26 de Juliol, seguidors del dirigent nacionalista Fidel Castro, entre ells Antonio «Ñico» López, qui li posaria l'àlies de «Che».
Amb el cop d'estat impulsat per la CIA que el 1954 va enderrocar al president Jacobo Árbenz, Hilda Gadea va ser detinguda i alliberada unes setmanes després, havent d'exiliar-se a Mèxic. Allí va tornar a reunir-se amb el Che Guevara, fent-se amants primer i casant-se el 18 d'agost de 1955 després que Gadea quedés embarassada. El 15 de febrer de 1956 va néixer la filla de tots dos, Hilda Beatriz Guevara Gadea.
El 2 de desembre de 1956, el Che Guevara va partir al costat de Fidel Castro i els seus homes amb destinació a Cuba, amb la finalitat d'endegar les accions guerrilleres que iniciarien la Revolució Cubana, i ja no van tornar a veure's com a matrimoni. En el transcurs de la revolució, Guevara conegué i s'enamorà d'Aleida March. Un pic els revolucionaris cubans van prendre el poder el 1959, el Che va concretar el seu divorci de Hilda Gadea per casar-se per segona vegada.
Una cop consolidada la Revolució Cubana, el Che Guevara va convidar Hilda Gadea a viure a Cuba amb la seva filla. Ella va acceptar la invitació i va viure a l'illa treballant com a funcionària del govern cubà fins a la seva mort a mitjans de la dècada del 1970. La filla d'ambdós, Hilda Beatriz, va morir el 1995.
El 1972 publicà Che Guevara: los años decisivos (México: Aguilar Editor). El llibre fou reeditat a Perú el 2005 amb el títol de Mi vida con el Che.